# U-Boot-Klasse XVII
Die U-Boot-Klasse XVII, offiziell Typ XVII genannt, war eine deutsche U-Boot-Klasse, die von 1942 bis 1944 gebaut wurde.

## Allgemeines
Es handelte sich dabei um Einhüllen-Boote mit Walter-Antrieb, von denen mehrere Versionen gebaut bzw. geplant wurden.
Typ XVIIA war die Sammelbezeichnung für die zwei Versuchstypen Wa 201 von Blohm & Voss (U 792 und U 793) sowie Wk 202 von der Friedrich Krupp Germaniawerft (U 794 und U 795).
Vom Typ XVIIB (Blohm & Voss) wurden insgesamt zwölf Boote in Auftrag gegeben (U 1405 bis U 1416). Davon wurde die Hälfte noch vor Kiellegung wieder storniert, zugunsten der U-Boot-Klasse XXI. Nur die ersten drei Boote wurden fertiggestellt. Alle drei wurden bei Kriegsende selbst versenkt. U 1406 wurde nach der Hebung in die USA gebracht, aber nicht mehr in Dienst genommen. U 1407 fuhr 1946 bis 1949 bei der Royal Navy als HMS Meteorite.
Vom Typ XVIIG (Germaniawerft) wurden ebenfalls zwölf Boote in Auftrag gegeben (U 1081 bis U 1092), jedoch später ebenfalls storniert.